# Zacarias, São Paulo
Zacarias là một đô thị ở bang São Paulo của Brasil. Đô thị này nằm ở vĩ độ 21,05 Độ vĩ nam và kinh độ 50,05 Độ kinh tây. Dân số năm 2004 ước tính là 1.940 người. Đô thị này có diện tích 318,8 km².

## Sông ngòi
- Sông Tietê
- Ribeirão Santa Bárbara

## Các xa lộ
- SP-461

## Một vài hình ảnh

EMEF "Profº. Valter Luiz Alves"EMEF "Profº. Valter Luiz Alves"
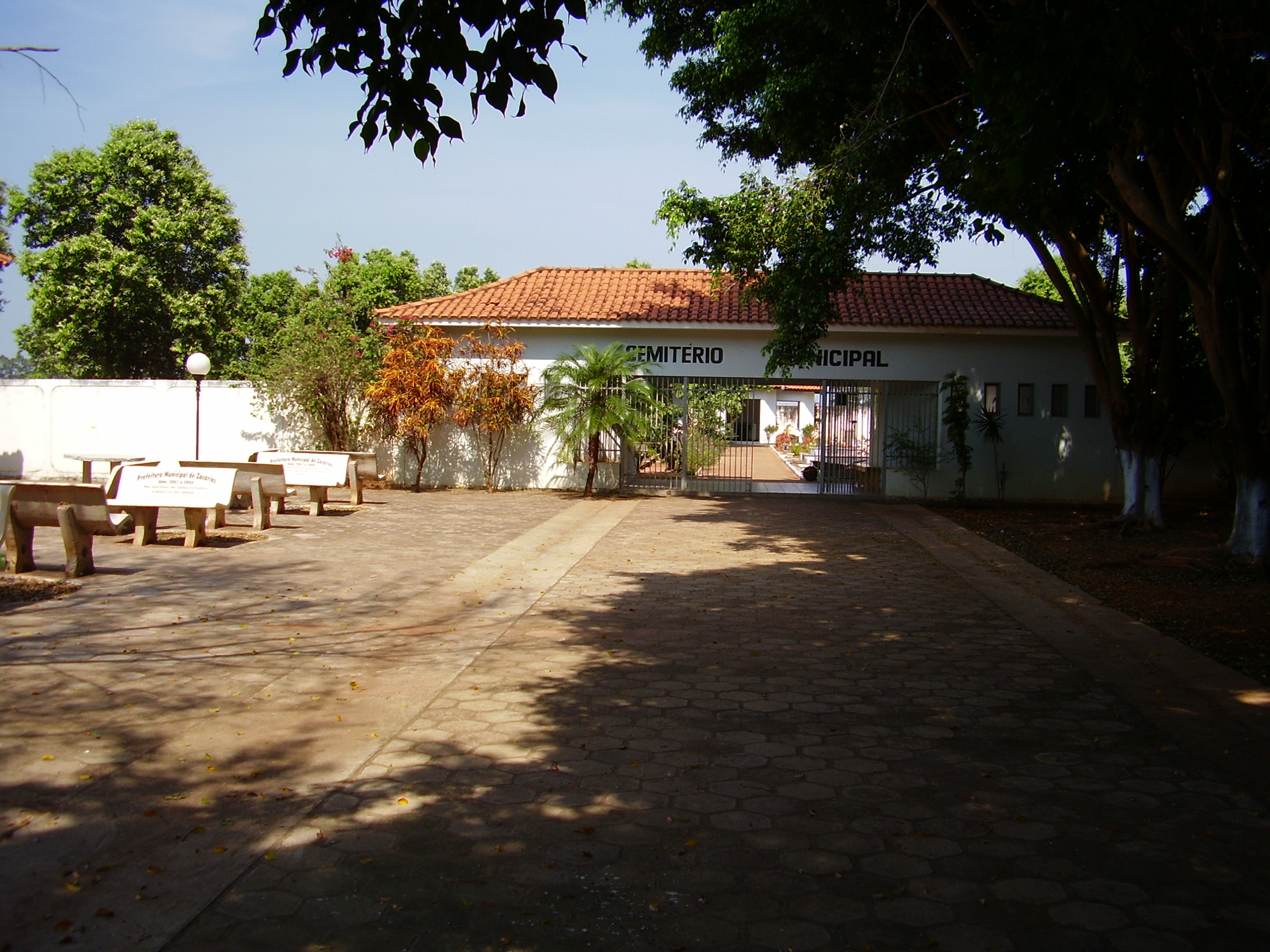
Cemitério Municipal
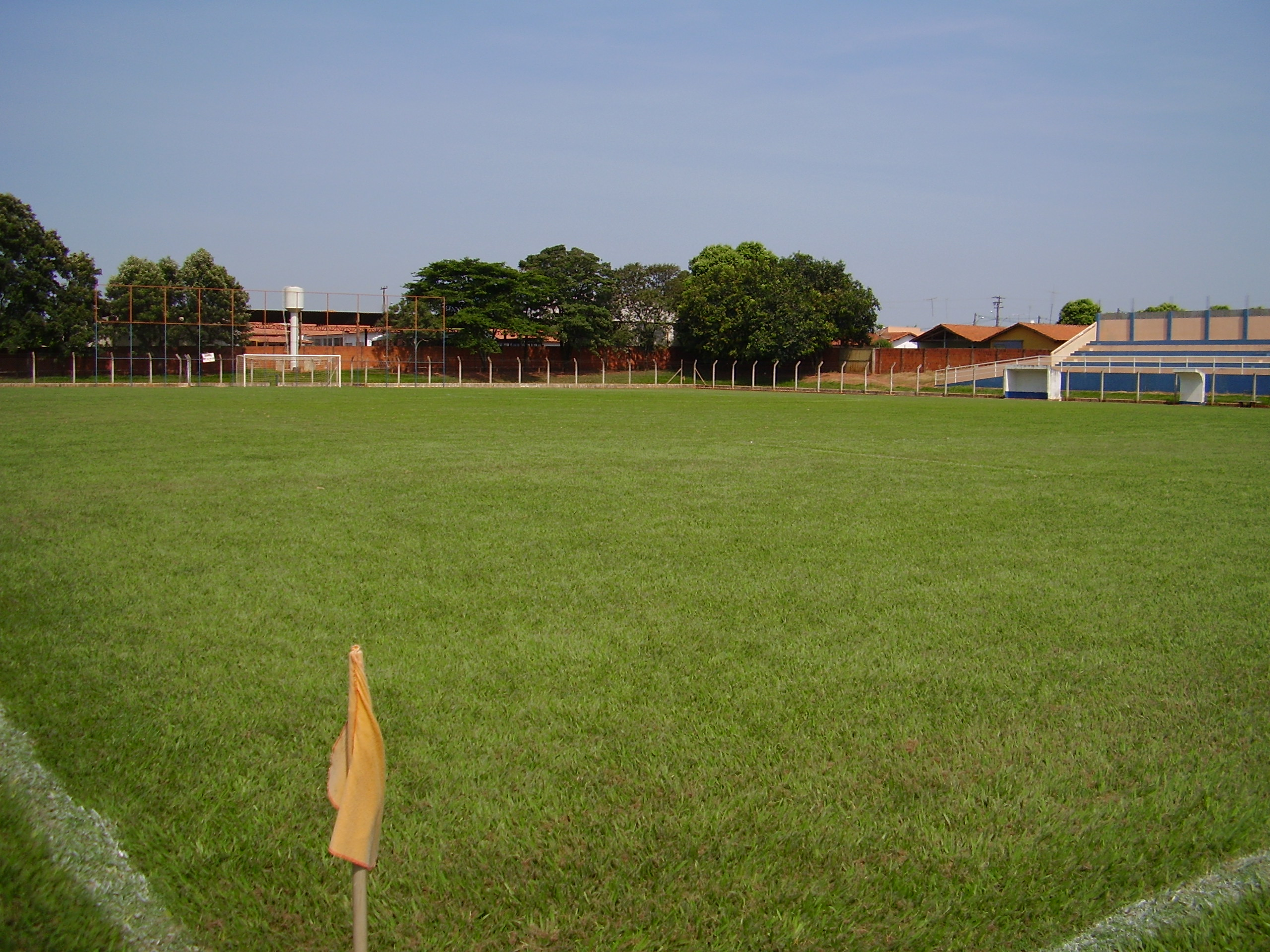
E.C.Z. - "Esporte Clube Zacarias"
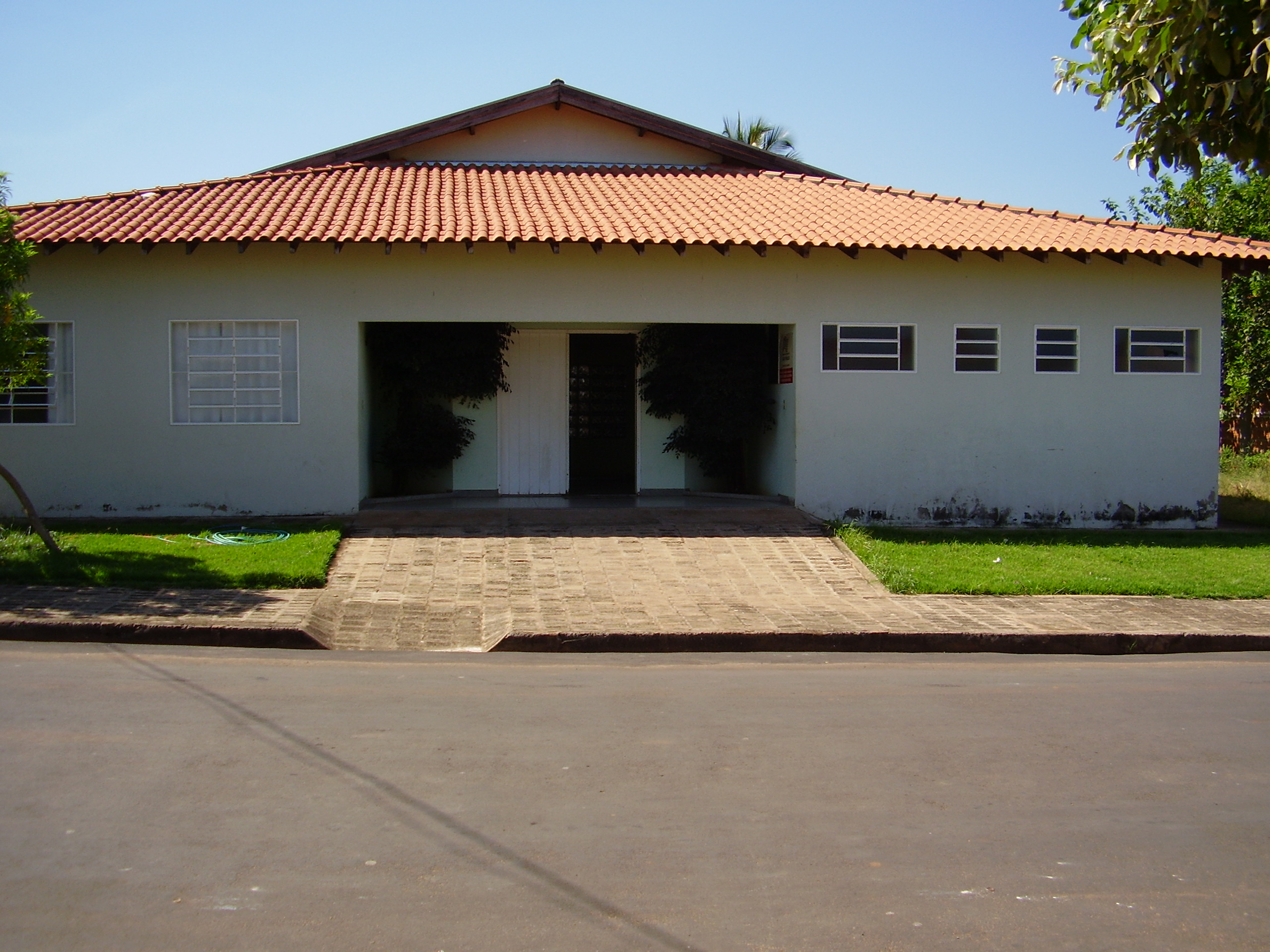
Salão da 3ª Idade - Nome popular